# Bothriopsis
Bothriopsis é um gênero de serpentes peçonhentas encontradas no leste do Panamá e grande parte do norte da América do Sul. O nome é derivado das palavras gregas bothros ("cova" ou "fossa") e opsis ("face" ou "aparência"), em alusão às fossetas loreais – órgãos capazes de detectar calor de forma endotérmica. Este gênero é composto por sete espécies reconhecidas.

## Descrição
Os membros deste gênero variam em tamanho, de 50 cm a 150 cm de comprimento total. Todos possuem cauda preênsil e padrões de cores crípticas associadas normalmente a adaptações arbóreas. Estes padrões de cores podem incluir uma grande variedade de tons de verde e podem ou não incluir marcas claras ou escuras.

## Distribuição geográfica
São encontradas desde o leste do Panamá e na maior parte do norte da América do Sul, incluindo as terra baixas da Colômbia e Equador, os Andes venezuelanos, colombianos e bolivianos, a bacia amazônica e a mata atlântica brasileira.

## Espécies
| Espécies      | Classificação        | Subespécies* | Nome popular                    | Distribuição geográfica |
| ------------- | -------------------- | ------------ | ------------------------------- | --- |
| B. bilineata  | (Wied-Neuwied, 1825) | 1            | jararaca verde                  | Bacia amazônica: Colômbia, Venezuela, Guiana, Suriname, Guiana Francesa, Brasil, Equador, Peru e Bolívia. Foi identificada uma população isolada na região de mata atlântica do sudeste do Brasil. |
| B. medusa     | (Sternfeld, 1920)    | 0            | viejita, mapanare               | Venezuela, incluindo a Cordilheira da Costa, o Distrito Federal (Caracas) e os estados de Aragua, Bolívar e Carabobo.                                                                              |
| B. oligolepis | (Werner, 1901)       | 0            | lamón, achu-jergón              | Encostas orientais da Cordilheira dos Andes, no Peru e na Bolívia. |
| B. peruviana  | (Boulenger, 1903)    | 0            | jergón negro, sachavaca machaco | Sudeste do Peru. |
| B. pulchra    | (Peters, 1862)       | 0            | víbora papagayo, kawaikiam      | Encostas orientais da Cordilheira dos Andes desde o centro-sul da Colômbia até o sul do Equador.                                                                                                   |
| B. punctata   | (García, 1896)       | 0            | víbora                          | Desde a província de Darién (Panamá), terras baixas da Colômbia e Equador, até o extremo norte do Peru.                                                                                            |
| B. taeniataT  | (Wagler, 1824)       | 1            | jararaca cinza                  | Comum nas florestas tropicais do Equador, Colômbia, Venezuela, Guiana, Suriname, Guiana Francesa, Brasil, Peru e Bolívia.                                                                          |

*) Subespécies não incluídas.

T) Espécie-tipo.

## Taxonomia

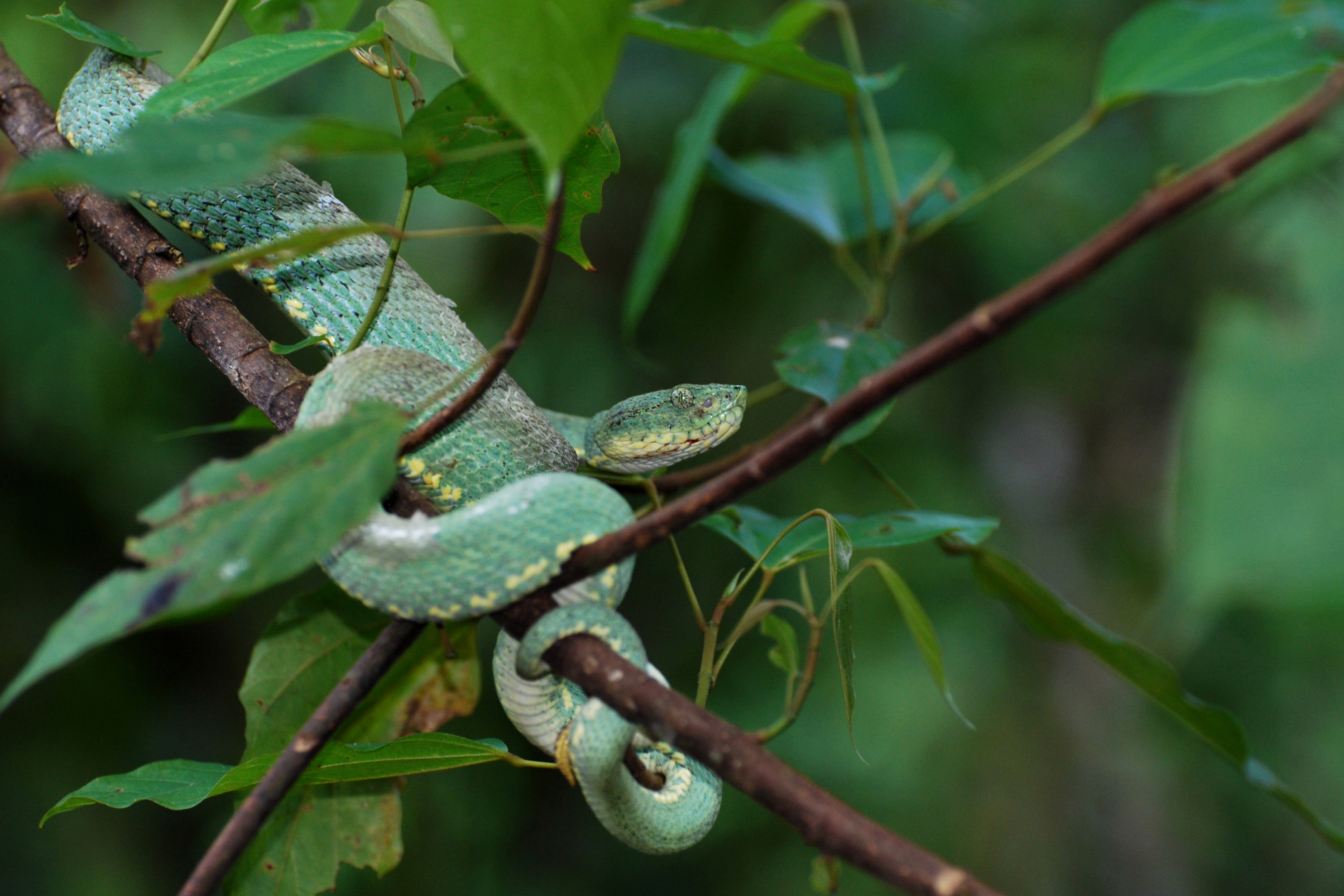
Exemplar de Bothriopsis bilineata.

A classificação deste gênero é objeto de controvérsia: vários estudos sugerem que Bothriopsis deve ser incluído no gênero Bothrops, tornando este último parafilético. Por conseguinte, alguns autores argumentam que Bothriopsis deve ser considerado como sinonímia de Bothrops, enquanto outros preferem reconhecer o gênero como válido, ante a expectativa de futuras divisões genéricas em Bothrops.

## Nota
- Este artigo foi inicialmente traduzido, total ou parcialmente, do artigo da Wikipédia em inglês cujo título é «Bothriopsis», especificamente desta versão.